# Smogorzów (województwo mazowieckie)
Smogorzów – wieś w Polsce położona w województwie mazowieckim, w powiecie przysuskim, w gminie Przysucha. Ma status sołectwa.
| SIMC    | Nazwa    | Rodzaj    |
| ------- | -------- | --------- |
| 1058237 | Dworskie | część wsi |
| 1058250 | Koniczek | część wsi |
| 1058349 | Za Doły  | część wsi |

Prywatna wieś szlachecka, położona była w drugiej połowie XVI wieku w powiecie radomskim województwa sandomierskiego.
Do 1870 istniała gmina Smogorzów.
W latach 1975–1998 miejscowość położona była w województwie radomskim.
W 1883 w Smogorzowie urodził się Jan Marian Krassowski (zm. 1947) – polski astronom.
Wieś jest siedzibą rzymskokatolickiej parafii Nawiedzenia Najświętszej Maryi Panny.